# 수원일보
수원일보는 2004년 5월 20일 법인 주식회사 수원일보사를 설립했다. 2005년 8월 9일 경기도 최초로 인터넷신문을 공식 등록했다(등록번호 경기아00001). 주식회사 형태로 자본금은 10억원이다.

## 같이 보기
- 수원신문